# Ernst-Eberhard Hell
Pour les articles homonymes, voir Hell.
Ernst-Eberhard Hell (19 septembre 1887 à Stade – 15 septembre 1973 à Wiesbaden) est un General der Artillerie (infanterie) allemand qui a servi dans la Heer au sein de la Wehrmacht pendant la Seconde Guerre mondiale.
Il a été récipiendaire de la croix de chevalier de la croix de fer avec feuilles de chêne. La croix de chevalier de la croix de fer et son grade supérieur, les feuilles de chêne, sont attribués pour récompenser un acte d'une extrême bravoure sur le champ de bataille ou un commandement militaire avec succès.

## Biographie
Hell rejoint le 1er mars 1906 le 11e régiment d'artillerie de campagne de l'armée prussienne à Cassel en tant que porte-drapeau. Après sa promotion au grade de lieutenant le 16 août 1907, il est affecté à l'Académie technique militaire de Charlottenbourg pour poursuivre sa formation du 1er octobre 1909 au 17 décembre 1912. Il est ensuite muté au 33e régiment d'artillerie de campagne, où Hell est adjudant de la 2e section à partir du 19 février 1914. 
Ernst-Eberhard Hell est capturé par les forces soviétiques en août 1944 durant l'offensive de Jassy–Kishinev (août 1944) et reste en captivité jusqu'en 1955.

## Décorations
- Croix de fer (1914)
  - 2e classe (11 septembre 1914)
  - 1re classe (14 août 1916)
- Eiserner Halbmond
- Croix d'honneur en 1934
- Agrafe de la croix de fer (1939)
  - 2e classe (12 mai 1940)
  - 1re classe (17 mai 1940)
- Médaille du Front de l'Est
- Croix allemande en or (14 juin 1942)
- Croix de chevalier de la croix de fer avec feuilles de chêne
  - Croix de chevalier le 1er février 1943 en tant que General der Artillerie et commandant du VII. Armeekorps[1]
  - 400e feuilles de chêne le 4 juin 1944 en tant que General der Artillerie et commandant du VII. Armeekorps[2]
- Mentionné dans le bulletin radiophonique Wehrmachtbericht (12 mars 1944)